# オトロク (ポロヴェツ族)
オトロク（ロシア語: Отрок）、またはアトラク（ロシア語: Атрак）は、12世紀前半のポロヴェツ族のハンである。シャルカンの子であり、コンチャーク、エルトゥート兄弟の父にあたる。兄弟にはスィルチャンがいる。

## 生涯
1111年、ポロヴェツ軍はルーシ軍とのサリニツァ川の戦いに敗れた。オトロクとスィルチャンは、散り散りになったポロヴェツ族のオルダをまとめ、自身の部隊の補充にあてると、それぞれ北コーカサス・ステップとドン川下流域へと撤退した。また、オトロクのオルダは、ルーシと対立していたドネツのアラン人と同盟を結んだ。
1117年、オトロクはコーカサス北部に進入し、サルケルを破壊した。サルケルの住民やペチェネグ族、トルク族らはルーシへの避難を余儀なくされた。また、ポロヴェツ族はコーカサス北部のアラン人、アドィギ人（チェルケス人）、ヴァイナヒ人（ナフ人）(ru)らを抑圧した。しかし12世紀の初めには、クバン川、ニジュニャヤ・マルカ川（下マルカ川）、テレク川を領界線として彼らとの関係は安定した。なお、ポロヴェツ族とアラン人の和解には、ジョージア王ダヴィト4世の助力があった。このダヴィト4世は、セルジューク朝のジョージア侵攻を危惧し、ジョージア王国の軍事力を強化するために、1118年、ポロヴェツ族との同盟を結んだ。また、同盟締結によって、オトロクの娘・グランドゥフトと、ダヴィト4世との婚姻が結ばれた。
同盟の後、ダヴィト4世は南コーカサスのセルジューク朝軍に対する戦争を立案し、オトロクを援軍に招いた。オトロクは4万人に上る軍勢（女性は除く）を率いてジョージアへ到着した。加えて、5千人の精鋭部隊を王の親衛隊として編入した。1125年、オトロクはディドゴリの戦い(en)で、ジョージア軍の勝利に貢献した。なお、兄弟のスィルチャンのオルダはドン川の遊牧地に留まった。
『イパーチー年代記』には、1125年のウラジーミル・モノマフの死後、オトロクはスィルチャンの招きに応じて、ドン川へと帰ったという記述がある。オトロクと彼のオルダの一部はドン川へ帰ったが、オルダの多くはジョージアに残った。